# Irène Rosier-Catach
Irène Rosier-Catach, née le 26 février 1952 à Marseille, est une linguiste et philosophe française.
Elle s'intéresse essentiellement à la philosophie du langage du Moyen Âge. Sa mère est la linguiste Nina Catach.

## Publications
- La grammaire spéculative des Modistes, Presses Universitaires de Lille, 1983
- (dir.) L'ambiguïté. Cinq études historiques, Lille, PUL, 1988.
- La parole comme acte : sur la grammaire et la sémantique au XIIIe siècle, Paris, Vrin, coll. Sic et non, 1994.
- La parole efficace : signe, rituel, sacré, avant-propos d'Alain de Libera, Paris, Seuil, coll. Des travaux, 2004.
- Gilbert Dahan et Irène Rosier-Catach, La Rhétorique d’Aristote. Traditions et commentaires de l’Antiquité au dix-septième siècle, Vrin, coll. « Tradition de la pensée classique », 1998, 360 p. (ISBN 978-2-7116-1307-6, lire en ligne)
- La Sophistria de Robertus Anglicus, étude et édition critique par Anne Grondeux et Irène Rosier-Catach, Paris, Vrin, coll. Sic et non, 2006.